# Silver Pictures
Silver Pictures — голлівудський продюсерський центр, створений нині колишнім засновником Джоелем Сільвером 1980 року.

## Фільми
- Вулиці у вогні — 1984
- Мільйони Брюстера — 1985
- Чудернацька наука — 1985
- Командо — 1985
- Джек-стрибунець — 1986
- Смертельна зброя — 1987
- Хижак — 1987
- Міцний горішок — 1988
- Джексон на прізвисько Мотор — 1988
- Придорожній заклад — 1989
- Смертельна зброя 2 — 1989
- Міцний горішок 2 — 1990
- Пригоди Форда Ферлейна — 1990
- Хижак 2 — 1990
- Гудзонський яструб — 1991
- Рикошет — 1991
- Останній бойскаут — 1991
- Смертельна зброя 3 — 1992
- Руйнівник — 1993
- Підручний Гадсакера — 1994
- Багатенький Річі — 1994
- Убивці — 1995
- Чесна гра — 1995
- Наказано знищити — 1996
- День батька — 1997
- Теорія змови — 1997
- Смертельна зброя 4 — 1998
- Матриця — 1999
- Підземелля драконів — 2000
- Ромео повинен померти — 2000
- Наскрізні поранення — 2001
- Пароль «Риба-Меч» — 2001
- Ритуал — 2002
- Від колиски до могили — 2003
- Матриця: Перезавантаження — 2003
- Матриця: Революція — 2003
- Поцілунок навиліт — 2005
- V означає Вендетта — 2005
- Вторгнення — 2007
- Відважна — 2007
- Фред Клаус — 2007
- Спіді Гонщик — 2008
- Ніндзя-убивця — 2009
- Шерлок Холмс — 2009
- Книга Ілая — 2010
- Шерлок Холмс: Гра тіней — 2011
- Проєкт Х: Дорвались — 2012
- Очі Дракона — 2012
- Схованка — 2012
- Ель Грінго — 2012
- Повітряний маршал — 2014
- Ганмен — 2015
- Круті чуваки — 2016
- Зіткнення — 2016
- Субурбікон — 2017
- Супермуха — 2018
- Матриця 4 — 2021
- Придорожній заклад — 2024
- Шерлок Холмс 3 — TBA

## Телесеріали
- Action (1999—2000)
- The Strip (1999—2000)
- Freedom& (2000)
- Next Action Star (2004)
- Вероніка Марс (2004—2007)
- Місячне світло (2007—2008)